# El taller del pintor
El taller del pintor (en francés, L'Atelier du peintre) es un cuadro del pintor francés Gustave Courbet. Está realizado al óleo sobre lienzo. Mide 359 cm de alto y 598 cm de ancho. Fue pintado en 1855, encontrándose actualmente en el Museo de Orsay, de París, Francia. Su título completo en francés es: L’Atelier du peintre. Allégorie Réelle déterminant une phase de sept années de ma vie artistique (et morale), esto es, El taller del pintor, alegoría real, determinante de una fase de siete años de mi vida artística (y moral).
También recibe los nombres de Alegoría real o El estudio. Este monumental cuadro es el más emblemático, considerado una alegoría real de su entorno político, artístico y cultural.

## Historia
El taller se percibe como una obra propia y característica de Courbet. El año 1855 y más particularmente este cuadro señalan su balance personal. Es una época en la que Courbet intenta tomar sus distancias respecto a la pintura.
Comenzado a finales de 1854, lo completó en seis semanas. El jurado de la Exposición Universal de París de 1855 aceptó once obras de Courbet (entre ellas, El encuentro), pero rechazó esta. Por lo tanto, en un acto de autopromoción Courbet, con la ayuda de Jacques-Louis-Alfred Bruyas, abrió su propia exposición cerca de la oficial: El Pabellón del Realismo; este era un antecesor de los varios Salón de los Rechazados. Obtuvo pocas alabanzas. Las críticas de su época lo calificaron de «vulgar». Eugène Delacroix fue uno de los pocos pintores que apoyó la obra, diciendo: «voy a ver la exposición de Courbet que ha bajado hasta los 10 sous. Allí me quedo solo durante una hora y descubro una obra maestra en su cuadro rechazado; no podía apartarme de esta vista. Se ha rechazado allí una de las obras más singulares de este tiempo, pero no es un buen mozo que se desanime por tan poco». Henner, le dijo entonces: «He aquí un fondo que Velázquez no habría pintado mejor. Y esta figura desnuda, con qué talento, con qué gusto está hecha».
Champfleury decía que, delante de Courbet, «la mujer aparece con más libertad que la que ella misma se permite delante del espejo».
A diferencia de L'après-dîner à Ornans, o Regreso de los campesinos de la feria de Flagey o bien los Picapedreros, que son escenas de género y pinturas de pequeño formato, El taller del pintor es obra de gran formato mezclando todos los géneros que Courbet pudo pintar. No se trata de una pintura que se refiera a su región y a Ornans más concretamente.
El cuadro fue readquirido por su viuda en la venta póstuma de Victor Desfossés, y sirvió de telón de fondo al teatro de aficionados del Hôtel Desfossés (6 rue Galilée en París). Lo adquiere en 1920 el Museo del Louvre por un precio de 700 000 francos; ofrecidos en parte por la asociación de amigos del Louvre y completados por una suscripción pública y una contribución del Estado.
Courbet era un buen conocedor del arte español, y es lo que refleja en El taller; en efecto, él se inspiró sobre todo en Ribera y en Zurbarán. También influyeron en él Las Meninas de Velázquez.
Courbet recurrió a la fotografía para su modelo. Cada personaje es único, con una expresión propia en el rostro.

## Análisis de la obra

### Descripción general
«El mundo viene a que lo retrate en mi estudio», dijo Courbet. En la pintura se mezclan personajes reales con otros anónimos que representan diferentes clases sociales, y también hay figuras alegóricas. A la izquierda están figuras humanas de todos los niveles de la sociedad. En el centro, Courbet trabaja en un paisaje, mientras se aparta de una modelo desnuda que es un símbolo de la tradición artística de la academia. A la derecha están amigos y asociados de Courbet, entre los que se encuentran los escritores George Sand y Charles Baudelaire, Champfleury y Pierre-Joseph Proudhon.
La escena tiene lugar en el taller de Courbet en París. Se divide en tres partes: en el centro, el artista, con una modelo desnuda detrás de él; a la derecha, los «simpatizantes»; a la izquierda, «los que viven de la muerte y la miseria». La intención de Courbet era hacer desfilar por su lienzo a toda la sociedad humana contemporánea. El cuadro sería así una especie de Juicio Final. Justo entre los dos mundos hay un maniquí crucificado que representa a San Sebastián atravesado por flechas: simbolizaría a la Academia.
Courbet dice esto en una carta que envía a su amigo Champfleury en enero de 1855: 

... es la historia moral y física de mi taller, primera parte. Son las personas que me sirven, me sostienen en mi idea, que participan en mi acción. Son las personas que viven de la vida, que viven de la muerte. Es la sociedad en su cumbre, en su parte baja, en su parte media. En una palabra, es mi manera de ver la sociedad, en sus intereses y en sus pasiones. Es el mundo que viene a hacerse pintar en mi casa.

### Iconografía
Con El taller del pintor, Courbet pone en entredicho la jerarquía de los géneros a través de una suerte de manifiesto personal, pues eleva la escena de género, temática hasta entonces menor en el Arte, al rango máximo, al de la pintura histórica, de la que, por otra parte, utiliza el formato. 
Courbet mezcla en este cuadro todas las categorías tradicionales: el paisaje, la escena de género, el desnudo, el retrato de grupo y el bodegón. El lienzo es, de hecho, una galería de retratos, es decir, una reunión de figuras conocidas, de alegorías o simplemente de distintas categorías sociales. Busca así dar a todas estas clases su carta de nobleza.
Por las palabras «alegoría real», el pintor avisa a su público que cada uno de los personajes representa una idea, además de un ser de carne y hueso. Bajo la influencia de Proudhon se hace moralizador y es el mundo que se propone juzgar.
El desnudo puede percibirse como una representación alegórica de la pintura que admira y que inspira el arte de Courbet.
El subtítulo da, por otra parte, la medida del ambicioso propósito y un poco enigmático del pintor. Courbet busca en efecto hacer una suerte de balance de su obra a través de este cuadro. El tema de la creación artística no es inusual pero Courbet lo renueva colocándose en el centro, como protagonista principal. Reivindica así su estatuto de artista.

### Composición
Courbet comenta así el cuadro en una carta:

Yo estoy en el centro pintando; a la derecha, los «simpatizantes»; es decir, los amigos, los colaboradores y los amantes del mundo del arte. A la izquierda, el otro mundo, la vida cotidiana, el pueblo, la miseria, la riqueza, la pobreza, los explotadores y los explotados, la gente que vive de la muerte.

Pocos pintores, hasta entonces, se representaron en el centro de sus obras.

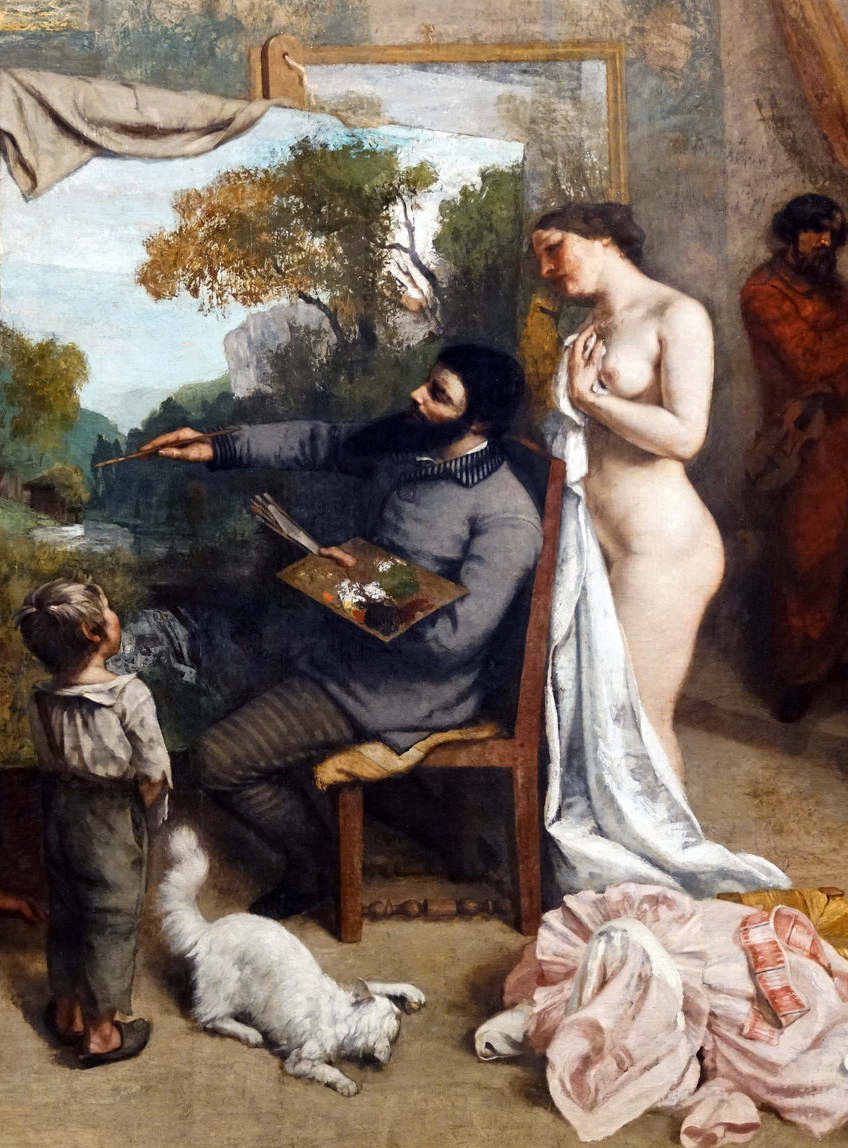
Detalle del centro: Courbet pintando un paisaje del Franco Condado, con la modelo desnuda a la derecha y el pastorcillo a la izquierda

En el centro, el pintor, su modelo y los recuerdos dispersos de su pasado. Sobre el caballete figura un paisaje del Franco Condado, más precisamente un paisaje de 
Ornans que Courbet está pintando, dando privilegio a sus orígenes, su medio, su paisaje natal. El artista se sienta sobre una silla, de perfil. Lleva un pantalón a cuadros y una chaqueta sin cuello. Courbet interpreta en este cuadro el papel de mediador, de regulador.
A sus pies hay un gato blanco. Delante de este paisaje de Ornans, un pastorcillo del Franco Condado con los pies desnudos en sus zuecos y con el cabello desgreñado, mira el lienzo. Es el símbolo de la inocencia y de la vida. A la derecha del pintor hay una mujer desnuda, su modelo, que observa al pintor trabajando; está de perfil y está peinada con un moño chignon; con las dos manos agarra un gran paño que arrastra sobre el suelo; sus ropas están descuidadamente lanzadas sobre un taburete. La modelo desnuda y el niño serían los espectadores ideales, pues representan la percepción genuina, sensorial de la verdad.
Entre las personas representadas al lado izquierdo, «gentes que viven de la muerte», aquellos a quienes el mundo del arte les resulta indiferente, se encuentran: un cazador, que  está en el centro y se parece extrañamente a Napoleón III. Su perro observa un sombrero y un puñal que simbolizan la poesía romántica. Una máscara funeraria sobre un diario representa la prensa. Enfrente, una irlandesa dándole el pecho a un niño, alusión a la gran hambruna de 1845 en Irlanda, o más simplemente a la miseria en general. Delante, un rabino representa la religión hebraica y un segundo judío, el comercio. Este último ofrece una estola a un burgués, llevando un sombrero de copa, sentado. Este burgués podría ser quizá el abuelo de Courbet o, según Hélène Toussaint, el banquero y ministro de economía Achille Fould recaudando en su cofrecillo la plata necesaria para el golpe de Estado. El comerciante de ropas sería Persigny, ministro del Interior de Napoleón III.
Entre los otros símbolos y figuras alegóricas de este lado de la obra, se puede igualmente remarcar un jergón para el teatro y un sacerdote para la religión católica (podría tratarse de Louis Veuillot, periodista ultracatólico y director de L’Univers). En el fondo, siempre a la izquierda, se encuentra un segador y un terrateniente simbolizando la vida de los campos o quizá de las naciones en lucha por su independencia (Italia, Hungría, Polonia), un enterrador (Émile de Girardin, fundador de periódicos populares, tenido por «fossoyeur de la République» (sepulturero de la República) por haber apoyado a Luis Napoleón Bonaparte en 1851), un obrero desempleado simbolizaría el paro, un republicano de 1793 (Lazare Carnot) y en fin una mujer pública (desnuda) el vicio. Todo este lado izquierdo está lleno de alegorías reales que representan diversas esferas de la vida.
Los «simpatizantes» de Courbet, los que ven con simpatía el mundo del arte, se encuentran a la derecha. Son, en total, doce personajes. En primer plano, Charles Baudelaire, leyendo sentado en una mesa; simboliza la poesía. A su lado una pareja burguesa visitando el taller, son pues aficionados mundanos. Algunos reconocen en ellos a la pareja Sabatier, coleccionistas de Montpellier y furieristas militantes. A sus pies, su niño lee y escribe, es la infancia estudiosa. En medio del grupo una pareja se abraza representando el amor libre. Champfleury, el amigo del pintor, se encuentra sobre un taburete y representa la prosa, su dominio artístico.
En el fondo, Proudhon con sus finas gafas por la filosofía social, Promayet por la música, Max Buchon por la poesía realista, Urbain Cuenot, un amigo íntimo de Courbet, y, en fin, Alfred Bruyas (el mecenas de Montpellier).

### Luz y color
Dominan la composición los colores ocres.
La luz entra por la derecha a través de una ventana: enciende a los «buenos» y la espalda de la modelo; esta luz es muy difusa y toma una coloración amarilla. El cuadro sigue siendo, no obstante, bastante oscuro, lo que proviene seguramente del hecho de que Courbet tenía la costumbre de pintar sus telas de negro para ir después poco a poco hacia los tonos claros. El cuadro del centro, Courbet, su modelo y el niño, son los elementos que están mejor iluminados y destacan en el lienzo.
Gustave Courbet pinta con la materia, a la espátula, de manera iracunda. Pueden verse los golpes de pincel. Despreciaba el «acabado».
Él mismo prefería parecer torpe o negligente y verse acusado por sus errores de perspectiva y de anatomía, la tiesura y aspereza de sus figuras, antes que confiarse a fórmulas.

### Estilo
Se encuadra en el realismo pictórico del siglo XIX.

## Influencia posterior y valoración actual
Este cuadro a su vez influyó en dos obras primerizas de Édouard Manet: El viejo músico y La música en las Tullerías.
Hoy en día, se considera que es un cuadro de fuerte valor emblemático, es una obra moderna y revolucionaria, en el sentido de que eleva su historia al rango de pintura de historia, así como sus ideas y conocimientos. Es considerado un gran modelo artístico, representativo no solamente de la obra de Courbet sino de un movimiento artístico de pleno derecho, el Realismo. También expresa el deseo y el poder de proteger la forma y el color de las cosas contra la decadencia, lo que le valió a Courbet para ser clasificado como realista.
Las interpretaciones de este cuadro son múltiples pudiéndose encontrar tres niveles de lectura: el cuadro de género con el retrato de grupo, el paisaje y el desnudo; las personificaciones y las alegorías.